# نينا ديفيز
نينا ديفيز (بالإنجليزية: Nina Davies) (و. 1974  م) هي دراجة من المملكة المتحدة، وويلز، شاركت في دورة ألعاب الكومنولث 2002.